# Eolo (nome)
Eolo  è un nome proprio di persona italiano maschile.

## Varianti
- Femminili: Eola[3]

### Varianti in altre lingue
- Catalano: Èol[5]
- Francese: Éole
- Greco antico: Αἴολος (Aiolos)[3][6]
- Greco moderno: Αίολος (Aiolos)
- Latino: Aeolus[1][3][6]
- Portoghese: Éolo
- Russo: Эол (Ėol)
- Spagnolo: Eolo[5]

## Origine e diffusione

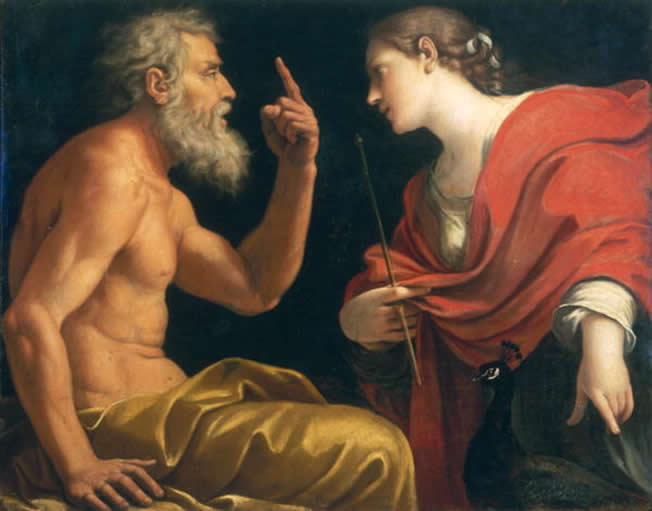
Eolo e Giunone in un dipinto di Lucio Massari

Deriva dall'antico nome greco Αἴολος (Aiolos), latinizzato in Aeolus, portato dal dio greco dei venti, Eolo; è basato sul termine αἰόλος (aiolos), che vuol dire "rapido", "agile", "svelto", "che si muove velocemente", e anche "vario", "mutevole"; significato analogo hanno i nomi Argo, Boaz e Cono.
In Italia il suo uso, comunque non frequentissimo, riprende generalmente la figura mitologica, nota soprattutto per la sua apparizione nell'Eneide di Virgilio; tuttavia non è da escludere, in qualche caso, che possa aver giovato del successo del film Disney del 1937 Biancaneve e i sette nani, dove uno dei nani si chiama appunto Eolo (Sneezy nell'originale inglese, in riferimento ai suoi travolgenti starnuti); è attestato principalmente nel Nord e nel Centro della penisola.

## Onomastico
È un nome adespota, ossia privo di santo patrono: l'onomastico può eventualmente  essere festeggiato il 1º novembre, in occasione di Ognissanti.

## Persone
- Eolo Capritti, attore italiano
- Eolo Parodi, politico italiano
- Eolo Rebua, prefetto e politico italiano

## Il nome nelle arti
- Eolo, nome scelto nell'adattamento italiano per Sneezy, personaggio del film Disney Biancaneve e i sette nani.